# Света Параскева (Галатини)
Вижте пояснителната страница за други значения на Света Параскева.
„Света Параскева“ (на гръцки: Αγίας Παρασκευής) е възрожденска православна църква в село Галатини (Конско), Егейска Македония, Гърция, част от Сисанийската и Сятищка епархия.
Църквата е изградена в 1847 година от майстори от Конско на мястото на по-малък храм, изграден в 1554 година от отец Тимиос. В 1777 година в нея служи Козма Етолийски, а на 23 ноември 1904 година андартът Хрисостомос Хрисомалидис. До 1910 година църковният двор е използван за гробище. В 1898 година е закупена камбана, а в 1907 година е изградена камбанарията. Нартексът на църквата се е използвал като училище. С увеличаването на жителите на селото в 1930 година църквата е разширена на запад, където преди това е женският вход. Най-старите икони са на Свети Георги, Спиридон, Димитър, Мина, Викентий и Виктор и са дело на свещеник от 1616 година.